# Capoeira
Capoeira je brazilské bojové umění obsahující prvky akrobacie a tance, doprovázené hudbou.
Kolébkou capoeiry je brazilský stát Bahia, tradičně zemědělská oblast, která je historicky negativně poznamenána masovým dovozem afrických otroků. Capoeira je tradičně považována za jeden z nejvýznamnějších fenoménů původně africké – především pak angolské – kulturní tradice a za výsledek následné syntézy africké, původní brazilské a expandované evropské kultury na území Brazílie.
Díky procesům globalizace zažívá capoeira mohutnou expanzi takřka do celého světa, kde nabývá zhruba od sedmdesátých let 20. století neobvyklé popularity.

## Historické kontexty
Šlo o obranu beze zbraní.
Od roku 1707 byla capoeira zakázaná. Otroci ji dále praktikovali jako „bojový tanec“, směs elegantních pohybů a akrobacie. Traduje se, že moderní podoba capoeiry se vyvinula v breakdance v americkém Bronxu. Capoeiristé však nepovažují tuto domněnku za pravdivou.
Od roku 1808 brazilská vládnoucí třída tvrdě potlačovala toto bojové umění a proti capoeiristům postupovala neobyčejně brutálně. Od roku 1825 byli barevní otroci v takovém postavení, že i pískání či postávání na rohu ulice, anebo vyluzování jakéhokoli zvuku bylo považováno za projev zakázané capoeiry a velmi tvrdě trestáno.
Navzdory těmto pohnutým historickým událostem se od roku 1972 capoeira opět stala, díky státu Brazílie, uznávaným bojovým uměním. Stala se populární, dostala pevná pravidla a stala se po fotbalu druhým nejoblíbenějším brazilským sportem.
Mezi novodobé průkopníky capoeiry patří například Lateef Crowder.

## Základní prvky
Capoeira má čtyři základní složky: hudbu, zpěv, pohyb a boj. V minulosti nešlo o klasický kontaktní bojový sport, ale spíše o tanec, během kterého se fiktivní boj předváděl. Bojovníci bývají oblečení do bílého oděvu. Zápas se odehrává nejčastěji v párech a říká se mu hra; hru doprovází jednoduchý strunný nástroj, nazývaný berimbau, který má tvar luku s jednou strunou. Tím se určuje rytmus boje a zápasníci se tomuto rytmu přizpůsobují; často se rytmus vytváří i pomocí atabaque nebo pandeira, které vzhledem připomíná tamburínu. Obecenstvo tvoří kruh, tzv. rodu, a v průběhu hry zpívá a tleská. Pohyby bojovníků – tanečníků nejsou nijak přesně stanoveny, měly by být nepředvídatelné. Základní pohyb se nazývá ginga (neboli sem-tam); je to rytmický systém úkroků, které umožňují bojovníkovi, aby plynule a rychle měnil pozici i těžiště. Z různých pozic pak může vyrážet nečekanými výpady na soupeře, provádět kopy, přemety, pády či skoky,  nebo se naopak stáhnout do bezpečí. Útočí se často pomocí nohou, kdežto ruce slouží spíše k obraně nebo k vyrovnání rovnováhy.

## Některé výrazy ze slovníku
- aluno – žák capoeiry
- ataque – útočný pohyb
- batizado – ceremonie vstupu do capoeiry
- troca de cordas -- slavnostní udělování technických stupňů (pásků)
- cocorinha – podřep
- ginga – základní pohyb capoeiry, práce nohou
- golpe – úder, útok
- jogardor – bojovník
- jogo – hra, boj dvou capoeiristů v rodě (Jogos – závody v capoeiře)[4]
- roda – místo pro capoeiru, kruh z capoeiristů, v jehož středu se hraje jogo
- berimbau – základní hudební nástroj v capoeiře
- atabaque – velký buben, v rodě obvykle pouze jedenCapoeira v rodě

Capoeira v rodě

- agogo – další nástroj složený ze dvou kokosových ořechů
- pandeiro – tamburína
- bateria – soubor nástrojů v rodě

## Capoeira jako sport
V roce 1972 byla capoeira vyhlášena za oficiální národní sport Brazílie a postupně se rozšířila po celém světě. Vznikla řada asociací, škol i výcvikových center, pořádají se soutěže, festivaly i přehlídky. Existuje několik odvětví capoeiry, rozšířené jsou např. tzv. capoeira regional (důraz na dynamiku, údernost a rychlost změny jednotlivých pozic; vyznačuje se i velkým počtem variabilních kopů a akrobatických prvků různé obtížnosti) nebo capoeira angola (důraz na pestrost tanečních pohybů s využitím kopů na střed těla).
Brazilská asociace capoeiry Abadá byla založena v roce 1988 a s více než 50 tisíci členy je největší a nejuznávanější organizací capoeiry na světě. 
V České republice patří mezi největší kluby po Evropě uznávaná asociace Vem Camará Capoeira, pod vedením brazilského Mestre Paçocy.